# Harald Hartung

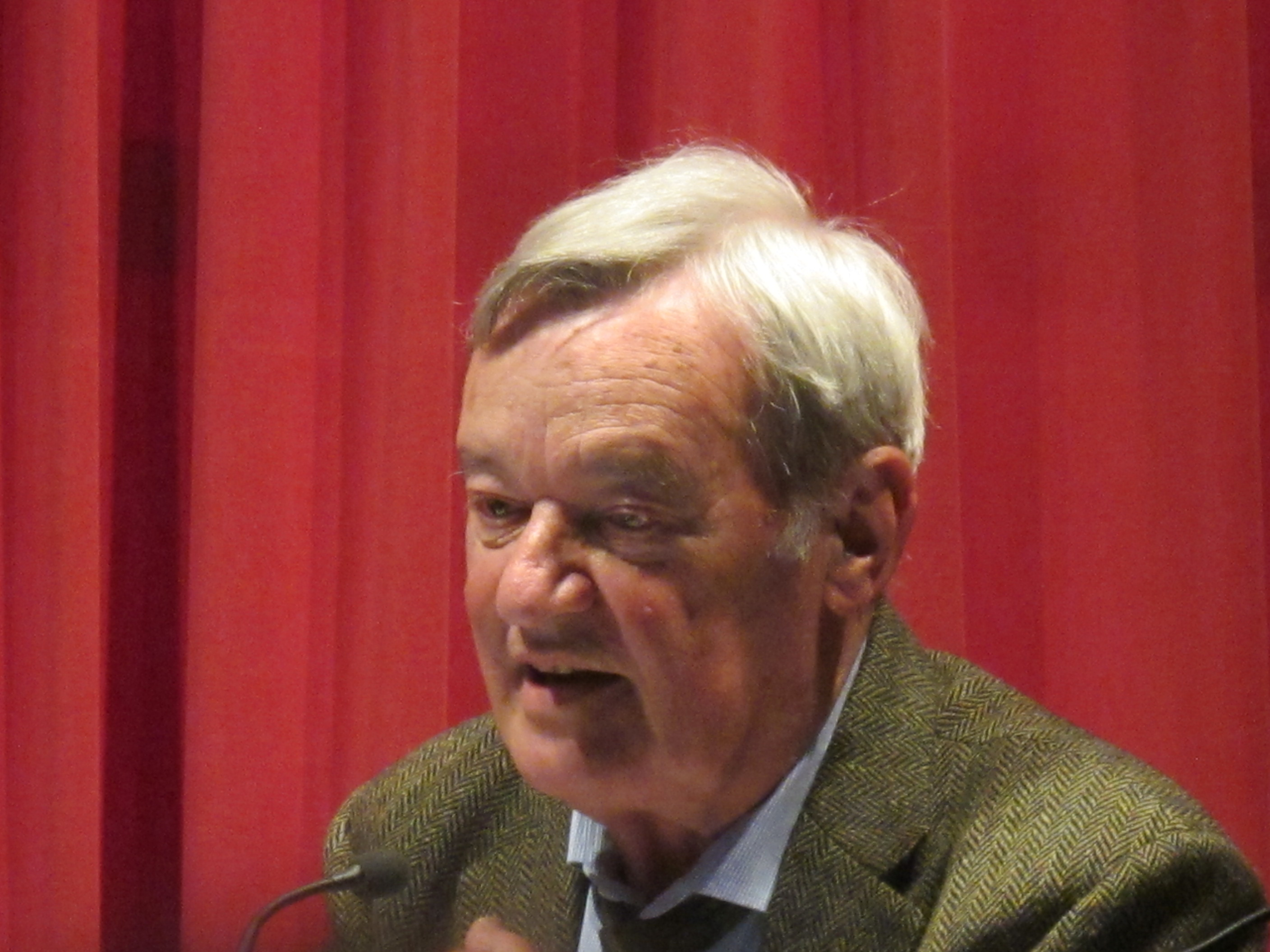
Harald Hartung im Lyrik Kabinett 2015

Harald Hartung (* 29. Oktober 1932 in Herne) ist ein deutscher Schriftsteller und Literaturwissenschaftler.

## Leben und Werk
Harald Hartung entstammt einer Bergmannsfamilie. Er verbrachte die Kindheit in Herne, Mülheim an der Ruhr und in Prag. Nach dem Abitur begann er 1954 ein Studium der Germanistik und Philosophie an der Westfälischen Wilhelms-Universität in Münster, das er an der Ludwig-Maximilians-Universität München fortsetzte und 1960 mit dem Staatsexamen abschloss. Von 1960 bis 1965 arbeitete er als Gymnasiallehrer an Schulen im Ruhrgebiet. 1966 ging er nach Berlin, wo er als Dozent an der Pädagogischen Hochschule wirkte. 1971 wechselte er zur Technischen Universität Berlin; dort hatte er bis zu seiner Versetzung in den Ruhestand im Jahre 1998 eine Professur für Deutsche Sprache und Literatur inne. Von 1983 bis 1986 war er ehrenamtlicher Direktor des Literarischen Colloquiums Berlin.
Harald Hartung ist neben seiner Arbeit als Dozent, Literaturkritiker und Herausgeber auch als Verfasser von Gedichten und Essays hervorgetreten. Nach dem Antritt von Marcel Reich-Ranicki als Feuilletonchef der FAZ begann Hartungs Tätigkeit für die Zeitung. Hartung ist Mitglied des PEN-Zentrums Deutschland, der Akademie der Künste (Berlin), der Mainzer Akademie der Wissenschaften und der Literatur und der Deutschen Akademie für Sprache und Dichtung. 

## Einzeltitel
- Einfache Muster. Selbstverlag, 1956.
- Hase und Hegel. Gedichte. Atelier Verlag Andernach, Andernach 1970.
- Reichsbahngelände. Bläscke, Reihe Das neueste Gedicht [Nr. 55], Darmstadt 1974.
- Experimentelle Literatur und konkrete Poesie. Vandenhoeck & Ruprecht, Göttingen 1975.
- Das gewöhnliche Licht. Gedichte. Neske, Pfullingen 1976; Klett-Cotta 1998.
- Augenzeit. Gedichte. Neske, Pfullingen 1978.
- Deutsche Lyrik seit 1965. Tendenzen, Beispiele, Porträts. Piper Verlag, München u. Zürich 1985.
- Traum im Deutschen Museum. Gedichte 1965–1985. Piper, München u. Zürich 1986.
- Poesie im Prozeß. Überlegungen zur internationalen Lyrik. Steiner Verlag, Stuttgart 1994.
- Jahre mit Windrad. Gedichte. Steidl Verlag, Göttingen 1996.
- Masken und Stimmen. Figuren der modernen Lyrik. Carl Hanser Verlag, München u. Wien 1996.
- Machen oder Entstehenlassen.  Erfahrungen beim Schreiben von Lyrik.  Steiner, Stuttgart 2001.
- Langsamer träumen. Gedichte. Carl Hanser Verlag, München u. Wien 2002.
- Aktennotiz meines Engels. Gedichte 1957–2004. Wallstein Verlag, Göttingen 2005.
- Ein Unterton von Glück. Über Dichter und Gedichte. Wallstein Verlag, Göttingen 2007.
- Wintermalerei. Gedichte. Wallstein Verlag, Göttingen 2010, ISBN 978-3-8353-0777-3.
- Der Tag vor dem Abend. Aufzeichnungen. Wallstein Verlag, Göttingen 2012, ISBN 978-3-8353-1110-7.
- Die Launen der Poesie. Deutsche und internationale Lyrik seit 1980. Wallstein Verlag, Göttingen 2014, ISBN 978-3-8353-1380-4.
- Lesebuch Harald Hartung – zusammengestellt vom Autor. Aisthesis Verlag, Bielefeld 2016, ISBN 978-3-8498-1180-8.
- Ein vierzehngliedriger Salamander. Vom Weiterleben des Sonetts Lyrik Kabinett (Münchner Reden zur Poesie), München 2010. ISBN 978-3-938776-28-5.
- Das Auto des Erzherzogs. Gedichte. Wallstein Verlag, Göttingen 2017, ISBN 978-3-8353-3127-3.
- Provisorische Schlüsse. Aufzeichnungen. Wallstein Verlag, Göttingen 2023, ISBN 978-3-8353-5480-7.

Herausgabe
- Fruchtblätter. Berlin 1977.
- Jahrbuch der Lyrik. Am Rand der Zeit. Mit Christoph Buchwald. Düsseldorf 1979.
- Michael Hamburger: Literarische Erfahrungen. Darmstadt u. a. 1981.
- Vom Naturalismus bis zur Jahrhundertmitte. Stuttgart 1983.
- Am Sandwerder 5. Berlin 1985.
- Georg Heym: Gedichte. München u. a. 1986.
- Luftfracht. Die Andere Bibliothek. Frankfurt am Main 1991.
- Jahrhundertgedächtnis., Reclam, Stuttgart 1998, ISBN 3-15-059742-0.
- Erich Kästner: Werke. München u. a.
  - 1. Zeitgenossen, haufenweise. 1998.
- Theorie der modernen Lyrik. München.
  - 1. Dokumente zur Poetik. 2003.
  - 2. Dokumente zur Poetik. 2003.
- Ernst Meister: Ernst-Meister-Lesebuch. Köln 2005.
- Die Welt im Licht der Poesie. Dichter und Dichterinnen auf Reisen. Mit David Ruetz. ITB Library, Berlin 2019

## Auszeichnungen
- 1979: Kunstpreis Berlin, Förderungspreis
- 1987: Annette-von-Droste-Hülshoff-Preis
- 1988: Ehrengast der Deutschen Akademie Rom Villa Massimo
- 1999: Internationaler Lyrikpreis „Chianti Ruffino-Antico Fattore“
- 2002: Preis der Frankfurter Anthologie
- 2004: Würth-Preis für Europäische Literatur
- 2008: Premio Internazionale „Sulle Orme di Ada Negri“ für Langsamer träumen[3]
- 2009: Johann-Heinrich-Merck-Preis
- 2012: Literaturpreis Ruhr[4]